# Wesley Rocha
Wesley Rocha (Fortaleza, 30 de março de 1985) é um artista visual, grafiteiro, muralista e produtor cultural brasileiro.

## Wesley Rocha
O artista visual, grafiteiro, muralista e produtor cultural Wesley Rocha nasceu em 30 de março de 1985, na periferia de Fortaleza (Ceará), no Bairro do Bom Jardim. Autodidata, iniciou sua trajetória artística em 1999, em sua cidade natal, desenvolvendo faixas para torcidas de futebol, utilizando o aerógrafo como instrumento. Antes disso, observava o pai, José Sérgio Magalhães da Rocha, pintor imobiliário e funileiro, com quem teve o primeiro contato com tintas e pincéis. Desde 2005, mora em São Paulo (SP), aonde se familiarizou com as técnicas do grafitti e se transformou em um muralista que realiza trabalhos realistas em grandes dimensões com temáticas brasileiras que dão visibilidade às populações indígenas, negras, mestiças e nordestinas. Sua produção artística está presente nas cidades de Fortaleza, Paracuru, São Gonçalo do Amarante, Canoa Quebrada, Jericoacoara e Sobral, no Ceará, Guarulhos, Manaus, Araçoiaba da Serra, na capital de São Paulo, Teresina/PI e em outras cidades pelo Brasil.

Entre as personalidades já retratadas por Wesley, estão o cantor Belchior, o pescador mestre Jerônimo, personagem histórico do bairro do Mucuripe, em Fortaleza, Padre Cícero, o músico Patativa do Assaré e o educador cearense Paulo Freire, os dois últimos imortalizados na Universidade Estadual do Ceará.